# Even Ha'ezer
Even Ha'ezer (la Pietra dell'Aiuto) è una sezione della raccolta di leggi ebraiche (Halakhah) scritta verso il 1300 da Rabbi Jacob ben Asher e intitolata Arba'ah Turim. Questa sezione tratta di quegli aspetti della legge ebraica che si riferiscono al matrimonio, divorzio e condotta sessuale. Successivamente, Rabbi Yosef Karo ha modellato la struttura del suo Shulkhan Arukh (שולחן ערוך) - una collezione di leggi ebraiche pratiche - secondo la Arba'ah Turim, chiamando l'equivalente sezione con lo stesso titolo, Even Ha'ezer. Anche molti altri commentatori successivi hanno utilizzato questa struttura letteraria. Quindi, Even Ha'ezer, nell'uso comune, può riferirsi ad un'area di halakhah, non specificamente o esclusivamente a quella di Rabbi Jacob ben Asher.